# Harstad
Harstad é uma comuna da Noruega, com 428 km² de área e 24 703 habitantes (2020). Harstad é a cidade com menos habitantes da Noruega, o horário de Harstad é de GMT +1. A cidade foi emancipada em 1 de Janeiro de 1904, quando tinha menos de 2,000 habitantes. Sessenta anos depois, os municípios de Sandtorg, Trondenes e a própria Harstad foram juntadas para formar um só município, e então havia a população de mais de 17,000 habitantes. Em 2013, o município de Bjarkøy também se juntou, formando uma comunidade bem maior.

## Origem do Nome
O nome Harstad parece ter origem no nórdico antigo Harðarstaðir, o nome de uma fazenda local, composto por Harðar (um nome de homem) e staðir (fazenda, quinta).

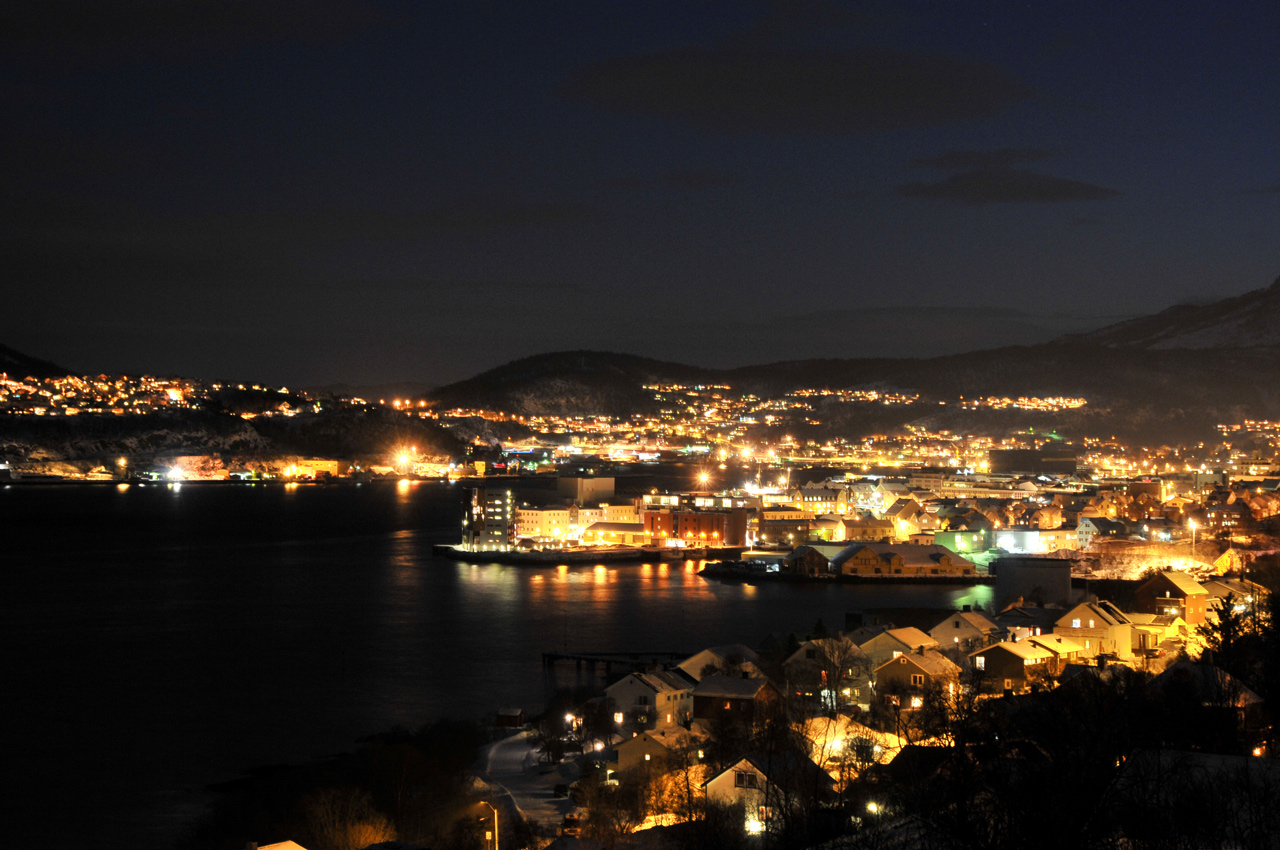
Visão noturna da cidade.